# درجة موسيقية

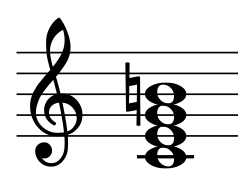

الدرجة الموسيقيّة تُمثّل مقطعًا صوتيًا محدّدًا ومرجعيًا تُبنى به السلالم الموسيقيّة كما تُبنى الأبجديّة من الأحرف وتبنى بها المسافات الموسيقيّة كما تبنى المقاطع اللفظيّة في اللغة المتكلمة وبهذا تمثل المكون الرئيسي والأساسي للموسيقا.

## الأسس العلميّة والعمليّة
الدرجة الموسيقية مرتبطة فيزيائيّا بجِرس (طابع) الصوت الذي يصدرها وأيضًا بالنغمة وهي الصوت المناظر لتردد ذبذبات محدّد تحديدًا دقيقًا بما يكفي للأذن البشرية أن تميّزه كعلامة موسيقيّة أو نوطة (نوتة). أمّا الأصوات اللانغميّة فتدرك كمؤثرات صوتية أو كضجيج.
ارتفاع النغمة خاصيّة موضوعيّة للصوت وتزداد بازدياد تردد الصوت المصدر لها. تستّعمل هذه الخاصّة في تدوين النغمات العالية (الحادّة) والواطئة (الغليظة) خلال ترميزها بما يعرف بالعلامات الموسيقيّة والدرجة الموسيقية هي تموضع هذه العلامات على المدرج الموسيقي.
يمكن تسميّة العلامات الموسيقيّة بطرق شتّى والنظام الحديث المعتمد هو نظام الصولفيج أي دو-ري-مي-فا-صول-لا-سي وهو نظام لاتيني جاء من الموسيقى الكنسيّة. هناك أيضًا نظام أنجلو-ساكسوني يستعمل الحروف الأبجديّة اللاتينيّة: A,B,C,D,E,F,G ويستعم كثيرا في تدوين الموسيقى الغربية.

## لمحة عن الدرجات الموسيقيّة في بعض الثقافات الشرقيّة

### في التراث العربي
تستعمل الموسيقا العربيّة والشرقيّة عموما علاماتها الموسيقيّة الخاصّة بها كالراست والدوكاه والسيكاه والجهاركاه والعجم عشيران والحسيني لتدل على نغمات أوتار العود وكعلامات ترتكز عليها وتسمّى بإسمها المقامات وللموسيقا السريانيّة أيضًا تسمياتها للنغمات السبع: ني-زو-كه-ذي-غا-فو-با في نظام تدوين مبني على ترميز هذه العلامات بأحرف الأبجديّة اليونانيّة.

### أمثلة أُخرى
على سبيل المثال لا الحصر تستعمل الموسيقا الأرمنيّة الكنسيّة القديمة نظام «الخاز»  كنظام تدوين مشابه للسرياني والذي طوّره الموسيقي همبارتسوم ليمونجيان واستعمله في بلاط السلطان سليم الثالث.
في الموسيقا الهنديّة والباكستانيّة يستعمل نظام خاص للصولفيج الغنائي تسمّى فيه العلامات الموسيقيّة سا-ري-غا-ما-با-دا-ني.

## التسمية الوظيفيّة للدرجات الموسيقيّة
في علوم الهارموني العلامات الموسيقيّة لها وظيفة مهمّة في الارتجال وتركيب التآلفات الموسيقيّة على درجات معيّنة من السلّم الموسيقي وبالذات الدرجة الأولى والرابعة والخامسة والسادسة والسابعة والمسمّاة بالأساسيّة وتحت-المسيطرة والمسيطرة وفوق-المسيطرة والحسّاسة على الترتيب.

## اقرأ أيضاً
- دو (موسيقى)
- ري (موسيقى)
- مي (موسيقى)
- فا (موسيقى)
- صول (موسيقى)
- لا (موسيقى)
- سي (موسيقى)